# 马蒂亚斯·贝勒 (化学家)
马蒂亚斯·贝勒（德語：Matthias Beller，1962年4月11日—），德国化学家。

## 简历
1962年4月11日生于德国黑森州古登斯贝格，后分别于埃德尔明德和弗里茨拉尔完成小学和中学教育，1981年7月至1982年10月期间在茨韦布吕肯和埃夫策河畔洪贝格完成兵役。
1982年起在哥廷根大学开始化学专业的学习，1987年以“氨基酸连接的醛磷酰胺糖苷的合成”完成硕士文凭。随后在哥廷根大学继续攻读博士学位，导师为有机化学家盧茨·弗里德扬·蒂策（Lutz Friedjan Tietze）。1989年7月以“合成抗肿瘤药物及抗病毒制剂新方法的开发及其应用”为题的博士论文取得博士学位。1990年受李比希奖学金的资助前往麻省理工学院跟随巴里·夏普莱斯从事博士后研究。
1991年至1995年在法兰克福的霍伊斯特公司从事化学研究工作。1993年起被任命为霍伊斯特公司研究中心有机金属化学及催化实验室和均相催化项目的负责人。1996年成为慕尼黑工业大学化学系的C3教授。1998年起成为位于罗斯托克的莱布尼茨催化研究所所长和罗斯托克大学C4教授。

## 研究领域及成果

### 研究领域
- 金属催化的卤代芳烃功能化[5][6][7][2]
- 催化胺化
- 烯烃的羰基化反应和氢甲酰化反应[8][5][9][10]
- 二氧化碳的增值利用[11]
- 杂原子掺杂的过渡金属非均相催化剂的开发[12][13]

### 成果
- 开发并商品化了一系列大位阻、富电性的双(1-金刚烷基)烷基膦单齿膦配体（商品名：cataCXium® A）[14][15][16][17][18]

## 奖项
- 2006年戈特弗里德·威廉·莱布尼茨奖
- 2006年联邦十字勋章
- 2011年盖-吕萨克-洪堡奖
- 2014年德国化学学会埃米尔·费歇尔奖